# Танкарвильский мост
Танкарвильский мост (фр. Pont de Tancarville) — висячий мост во Франции, проходящий через долину реки Сены между городами Танкарвиль (департамент Приморская Сена) и Марэ-Вернье (департамент Эр).

## История
Танкарвильский мост, вплоть до открытия соседнего моста Нормандии в 1995 году, был ближайшим к эстуарию Сены мостом. Строительство этого моста привело к закрытию паромной переправы через Сену возле городка Бервиль-сюр-Мер. В годы Второй мировой войны этот паром был повреждён и считался «неудобным».
В момент ввода в эксплуатацию в 1959 году Танкарвильский мост имел самый длинный центральный пролёт среди мостов Европы — 608 метров. Этот показатель до сих пор остаётся рекордным среди мостов Франции. Примечательно, что сооружение этого моста стало первой масштабной стройкой во Франции, обошедшейся без несчастных случаев со смертельным исходом.
Идея строительства этого моста принадлежит Торгово-промышленной палате Гавра и была озвучена в 1933 году. Решение о строительстве моста было утверждено законом от 17 декабря 1940 года, подписанным маршалом Петеном в Виши. Строительные работы начались 16 ноября 1955 года, а открытие движения по мосту случилось в запланированный срок, 2 июля 1959 года. К возведению моста привлекли группу предприятий, в числе которых было предприятие Daydé, специализировавшееся на металлоконструкциях, а также строительная компания Vinci.
Высота опор моста составляет 125 м, а подмостовой габарит — 30 м. Мостовая конструкция имеет вес 12 000 тонн. Эстакадная часть Танкарвильского моста выполнена в виде разрезных балочных пролётов длиной по 50 метров каждый.
Танкарвильский мост находится в управлении у Торгово-промышленной палаты Гавра. Текущей эксплуатацией моста занимается коллектив из 50 человек, из которых 40 заняты взиманием платы за проезд. Мотоциклисты и велосипедисты проезжают через мост бесплатно, а владельцы прочих транспортных средств оплачивают проезд. В отличие от моста Нормандии, Танкарвильский мост закрыт для пешеходов.
В течение суток Танкарвильский мост обслуживает в среднем от 15 до 19 тысяч транспортных средств.